# 公開処刑
公開処刑（こうかいしょけい）とは、見せしめなどのために公開で行われる処刑である。世界の大半の国では死刑自体の有無に関わらず公開処刑は廃止されている。

## 各国の例

### フランス

公開処刑（図はフランスのギロチン刑の例。コンコルド広場で国王ルイ16世がギロチンにかけられた様子である。切断された首が、観衆に見せしめられている。）

フランスではジャンヌ・ダルクの火刑や魔女狩りによる魔女の火刑など、中世の死刑は公開される娯楽として扱われた。フランス革命時、特に恐怖政治時代には、国王・貴族をはじめ政争に敗れた者などへの公開処刑が、首切り役人による公開の斬首刑から変更されたギロチンにより多数行われた。
フランスではギロチンによる処刑が1939年まで公開で、1977年まで非公開で行われていた。1939年6月17日にオイゲン・ヴァイトマンに対して行われたのが最後の公開処刑で、1977年9月10日にハミダ・ジャンドゥビというチュニジア人労働者に対して執行されたのが最後のギロチン処刑である。公開処刑は常にお祭り騒ぎで、最後の処刑では周囲の建物までが見物のため貸し切られるありさまであり、このような蛮行は国民道徳のために良くないとして、ついには公開が停止されるに至った。

### イギリス
イギリスの公開処刑は、一般庶民から国王（チャールズ1世）に対してまで行われていた歴史を持ち、庶民の娯楽となっていた点はフランスと同じであった。ロンドンのタイバーンは12世紀から18世紀にかけて絞首刑の刑場とされていたが、そこで1724年に行われたジャック・シェパードの公開処刑には、当時のロンドン市の人口の3分の1にあたる20万人以上が繰り出したという。
タイバーン刑場は1783年に閉鎖されたが、ニューゲート監獄に場所を移して公開処刑は続けられ、1807年には殺到した見物客100人以上が圧死する事故も起きている。イギリスにおいて公開処刑が完全に廃止されたのは1868年であった。

### イタリア
かつてのローマ時代には、コロッセオにて市民の娯楽にまで高めた形の公開処刑が行われていた。中世から近世にかけても、公開処刑はカンポ・デイ・フィオーリ広場など国内数カ所で行われている（ジョルダーノ・ブルーノなど）。アレクサンドル・デュマ・ペール著「モンテ・クリスト伯」の中には、ローマの公開処刑をモチーフにした節が登場する。

### 日本
日本の江戸時代以前の死刑は、身分が高い者の切腹などをのぞき、ほとんどが公開で行われた。特に戦国時代から安土桃山時代にかけて盛んに行われ、豊臣秀吉によるおいの豊臣秀次の妻子の斬首刑や、石川五右衛門の釜煎（いわゆる釜茹で）などは有名である。
それまでの死刑を引き継いだ江戸時代の刑罰では、磔（はりつけ）、火罪（火刑、火あぶり）などは公開で行われ、鋸挽き（のこぎりびき）は元々処刑に一般市民を参加させる方式である。ただし実際に挽かせることはなく、市中引き回しなどと同じく、晒しの効果を目的としていた。また、獄門は斬首刑後の頭部を公開する刑である。
場所と期間が限定されるが、江戸（1862年(文久2年)～1865年(慶応元年)）と大坂町奉行（1781年(天明2年)～1785年(天明6年)）において、磔と火罪にされたのは全死刑執行者（15歳以上の男性庶民〈武士・公家・僧侶・神職・被差別部落民を除く〉）の5%未満（江戸：約4%、大阪：約3%）であり、死刑執行が公開されるのは少なくとも公事方御定書が定められて暫く経った江戸時代後期・幕末の天領においては少ないケースであった。但し、死刑執行前に市中引き回しをしたり、斬首刑後の頭部を公開するのを含めた場合、4割前後（江戸：約45%、大阪：約37%）となる。また、天狗党の乱による斬首刑執行の際、公開状態で行われる例があり、必ずしも他の場所で斬首刑が非公開であるとは限らなかった。
明治時代になってからは、1868年（明治元年）10月30日に出された行政官布により、磔は君父を殺した大逆に限定し、火罪は廃止された。そして、1870年（明治3年）12月20日に制定頒布した新律綱領により、死刑執行方法が絞首刑・斬首刑・梟示（獄門に相当）の3種類に限定される形で、死刑執行の公開が廃止された。その間にも、斬首刑の公開が行われる例があった
その後、1879年（明治12年）には梟示も廃止される。
しかしながら、旧刑法施行後の1886年（明治19年）12月に「青森の亭主殺し」事件の加害者である小山内スミと小野長之助の公開斬首刑が青森県弘前市の青森監獄前で行われた。この時2人の斬首刑に兼平巡査が斬首刑の執行人として、死刑執行者付添役に森矯（東奥義塾教師）がそれぞれの任を果したと言われている。しかし、このことが事実である場合、この死刑執行は事実上の斬首刑の最後であると共に、官憲による日本国内における一般刑法犯に対する最後の非合法(当時の旧刑法では、非公開絞首刑のみ。）の死刑執行かつ第三者の観衆らの目前に行われた公開斬首刑であると言わざる得なくなる。
他方、明治時代には、検事の許可の元で死刑執行を第三者に観覧した例もある（1896年（明治29年）9月15日に北海道根室の刑場で、斎藤甚吉の死刑執行を見届けようと30人が参観している。更に11年前の1885年[明治18年]7月27日には、赤井景韶[罪状：冤罪事件である「高田事件」により収監。その後脱獄し、逃走中の所を目撃した人力車夫を殺害]の執行を旧自由党党員の大井憲太郎を始め100余名が市ヶ谷監獄で参観している。）
刑事訴訟法477条2項で、「検察官又は刑事施設の長の許可を受けた者でなければ、刑場に入ることはできない。」と規定されている。許可があれば刑場に立ち入れるのであるが、政府（法務省）の国会答弁などによれば、これは被執行者の希望する教誡師や宗教家などの立会いを想定した規定であり、不特定多数の第三者に立入りを認める趣旨ではない。実際に被害者の親族（遺族）が立ち会えるように要請したが拒否されている。2010年7月28日には、千葉景子法務大臣（当時）が宇都宮宝石店放火殺人事件の犯人ら二人の処刑に立ち会っている。2018年（平成30年）7月6日に行われたオウム真理教事件の死刑執行では、テレビで特別番組が放送された。また、死刑の立ち会いとは異なるが、かつての日本では死刑執行を前日に受刑者に告知し、家族との最後の面会やお別れ会などを執り行っていたが、告知を受けた死刑囚が執行前に自殺した案件があり、それ以降当日朝に執行告知が行われるようになった。

### 1940年代の中央ヨーロッパ
第二次大戦中のナチスは1945年に連合軍に圧倒的な大差で敗北。ベルリン陥落時には、自国の逃亡兵が相次いだが、これらを捕らえて即決の軍事裁判で死刑とし、「妻子と祖国への義務を怠ったため、私はここに吊るされている」というプラカードを首から提げて、街灯に吊るされている光景が、いたるところで見られた。終戦後、欧州全域でナチスやその協力者に対する激しい粛清が行われた。特に憎悪の対象となったのが、自国民の中から出た対独協力者で、多数の人間が群衆の面前でリンチされたり、絞首・銃殺により処刑された。

### 中華人民共和国
中国は2000年代まで公開処刑を行っていた。世界最大の人口を誇る中国で全世界で執行される死刑の90%以上を行っているため、まとめて数人の被告人の公開裁判を行い、そして公開処刑するケースが多い。そのような画像は各種報道やインターネット上で公開されていた。例えば2005年3月15日の「デイリーチャイナ紙」によると、1995年のクリスマスの一週間前、中国の深圳市で13人の犯罪者が2万人の市民たちの前で公開処刑された。その1ヶ月後の1996年1月20日には、また14人が同じ場所で公開処刑され、2月13日には16人が公開処刑されたという。また、同じ頃に北京でも8人犯罪者が公開処刑されたとのことである。また、デイリーチャイナ紙のインターネットサイトのWebサイトでは、銃殺による10人の女性の同時公開処刑の画像を掲載している。またその他の公開処刑の画像では競技場らしい場所（観客席や電光掲示板がある）でも行われているようである。これは多くの人権団体から批判された。しかし北京オリンピック開催直前に公開処刑を取りやめて以降、公開処刑を行っていない。また、一部の自治体（主に北京などの大都市）は銃殺から薬殺に変更されている。2012年に中国は「死刑を執行したことは公開されるべきだが、死刑の執行を公開するべきではない」という公開処刑の禁止を刑事訴訟法に書き込み、正式に公開処刑を禁じた。

### 朝鮮民主主義人民共和国
北朝鮮も公開処刑の噂が絶えない国である。1990年代から件数が増加したと言われており、1998年に金正日の「頭に悪い物が詰まっているのだから頭を撃ち抜け」という命令が行われてからは、頭を射撃する銃殺刑が多く行われるようになったという説がある。日本では、隠し撮りされた映像が取り上げられることがある。
その他の処刑方法については絞首刑や火刑が行われているという説がある。処刑後、見学者全員に対して遺体に石をぶつけるように命令されたという亡命者の証言がある。
2002年以降は食糧難、経済難から中国へ無断渡航する者、韓国への亡命失敗者が後を絶たぬため、見せしめに街中の広場で2、3ヶ月に一度行われている。これは強制収容所の収容者が満員になっているためという説もある。
死刑になるのは『反国家犯罪』、『国家転覆陰謀罪』、『テロ罪』、『祖国反逆罪』の罪だが、独裁体制であるためその適用範囲は曖昧であり、脱北または窃盗 でも死刑になる。
2007年10月22日にAFP・時事通信が配信した情報によると、韓国の北朝鮮支援団体「良き友達」のニューズレターは、平壌北郊にある順川市の屋外競技場で10月5日、公開処刑を見に来た群衆が折り重なって倒れ、6人が死亡、34人が負傷したと伝えている。それによると、処刑されたのは、父親がかつて反共産主義活動をしていたことを隠し、自らも違法な投資などをしたとされる75歳の工場経営者とされる。同競技場には約15万人が詰め掛け、死傷した人々は、処刑終了後に一斉に帰り始めた群衆に踏み付けられたという。なお、韓国の統一省や情報機関・国家情報院の当局者は同事故を確認していないとのこと。
2016年、韓国の聯合ニュースの報道によると、金正恩が政権をとってから年平均処刑人数はもともと30人くらいだったが、2016年に入りその2倍となる約60人の住民が処刑された。公開処刑の例として、2013年に当時北朝鮮の事実上No.2 であり金正恩の叔父で後見人とされた張成沢（チャン・ソンテク）を粛清し、2015年に玄永哲（ヒョン・ヨンチョル）人民武力部長（国防相に相当）が居眠りを理由に反逆罪で高射砲で公開処刑されている。
2020年代初頭、新型コロナウイルス感染症の拡大局面では公開処刑は下火となったが、2022年に移動制限が解除されると再開されている。

### アフガニスタン

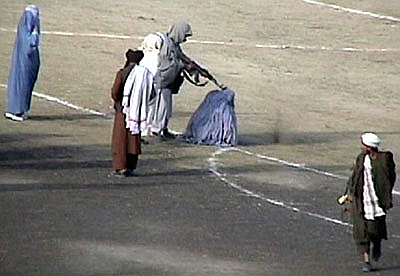
ターリバーンにより日常的に行われている公開処刑（2001年ターリバーン政権崩壊前）

アフガニスタンではターリバーン政権時代に公開処刑が盛んに行われていた。たとえば2001年8月8日に、前年に爆弾を爆発させた容疑で有罪判決を受けた男性4人がカブールの大統領公邸近くでクレーン車から吊るされて処刑されたとの報道があった。
カーブルのサッカー場は公開処刑場と化し、窃盗や姦通罪で捕まった者が処刑を受ける場となっていた。
ターリバーンが撤退後は公開処刑は行われなくなったが、2021年には再びターリバーンが復権。同年9月26日には射殺した誘拐犯の遺体をクレーンで吊るし、見せしめのために街角にさらすといった行為が復活した。しかし、翌月の10月14日21時29分のtwitterで、タリバン政府より最高裁判所の命令がない限り、公開処刑と処刑後の遺体を絞首して吊るす行為は出来ないことが発表された。その後、2022年12月7日に復権後に初めて公開処刑がファラーで行われた。

### サウジアラビアとエジプト
イスラム教の支配力の強い一部の国でも、公開処刑が行われている。斬首刑のほか、石打ち刑のような、見物人が執行に直接加わる形の処刑もある。
サウジアラビアでは死刑執行は現代でも公開処刑で行われている。1980年1月9日に行われたアル＝ハラム・モスク占拠事件の主犯ジュハイマーン・アル＝ウタイビーらの斬首刑はサウジ全土にテレビ中継されている。このような公開処刑の映像が海外に流出して問題視されたことから現在では公開処刑の撮影は禁止されている。また処刑場所はモスクの敷地であるため処刑場所に異教徒（外国人）が立ち入ることは禁止されている。小型撮影機材の発達した現在では観客による隠し撮りが横行しており、頻繁にネット上に映像が流出している。
エジプトでは例外的な措置として、1998年に女性と子ども2人を殺害した男3人の死刑執行を国営テレビが中継した。こうした事例を踏まえ、2022年にエジプトの裁判所は続発するフェミサイドの抑止のため、死刑囚の死刑執行を生中継できるよう法改正を求めている。
イスラム法には「信者を処刑に立ち会わせなさい」とする記述があり、これが公開処刑を行う法的根拠となっている。また処刑への立会いは被害者遺族の権利であると考えられているため、公開しないことが違法行為であると考えられる場合もある。このような事情から、見せしめという意味よりも「イスラム教徒の処刑に立ち会う権利」を重視している結果である。

## 公開処刑が残っている国
公開処刑は近代合理主義に基づく民主主義国家体制ではない体制を持つ国家で行われることが多い。前述の北朝鮮、アフガニスタン、その他のイスラム国家である。主要な民主主義国家では、公開処刑は20世紀初頭でなくなっており、そもそも欧州諸国をはじめ、死刑制度自体を廃止またはその執行を停止している国も多い。しかし、国民感情が司法と異なることもある。
民主主義国家では条件付きながらアメリカがあげられる。州と事件性を考慮され、ティモシー・マクベイたちによるオクラホマシティ連邦政府ビル爆破事件のようなあまりに社会的反響が大きな事件の場合、遺族に限って死刑執行が公開されることがある。また厳密には公開処刑と呼べないかもしれないが、邪悪な連続殺人犯だと、生きているという噂を防ぐため、死後死体を写真で公開することがある（テッド・バンディなど）。

## 比喩表現としての意味
公衆の面前またはテレビ放送などで、第三者による作為的な意図の結果により屈辱的な思いをさせられた場合、その状況説明として使われることがある。「芸能界において、他の芸能人が隣に立つことで、見劣りして見えてしまう事」とも解されていることがある。